# Piotr Korda
Piotr Eugeniusz Korda (ur. 1922, zm. 2005) – polski pisarz, lekarz weterynarii, aktor, etolog i popularyzator nauki, I sekretarz POP PZPR w Instytucie Biochemii i Biofizyki PAN, członek PZPR w latach 1949–1981.
Wykazał, że szczenięta psa domowego mogą być karmione przyniesionym w żołądku pokarmem przez samicę lub nawet samca, jak u wilka czy likaona. Stwierdził też korelację czasu przebywania suki w gnieździe i wieku najmłodszego szczenięcia, a także temperatury zewnętrznej (podobny przypadek opisał N. Tinbergen w przypadku ciernika trójkolczastego).

## Publikacje
- P. Korda, 1956, I zwierzęta nie samym chlebem żyją, Warszawa;
- P. Korda, Duch lodu;
- P. Korda, 1968, Wadera, Warszawa;
- P. Korda, 1974, Rudogrzywa: Córka Wadery, Warszawa;
- P. Korda, 1977, Słonięta, małpięta, uczucia i... plusz, Warszawa;
- P. Korda, 1983, Wiedzą wiewiórki, z czego robi się wiórki, Warszawa.